# École Militaire (Métro Paris)

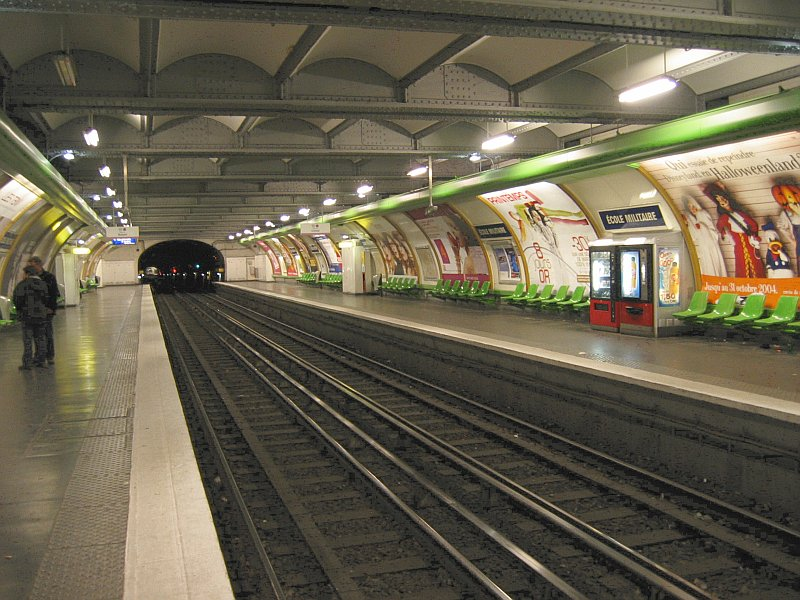
Station mit Wandverkleidungen, 2004

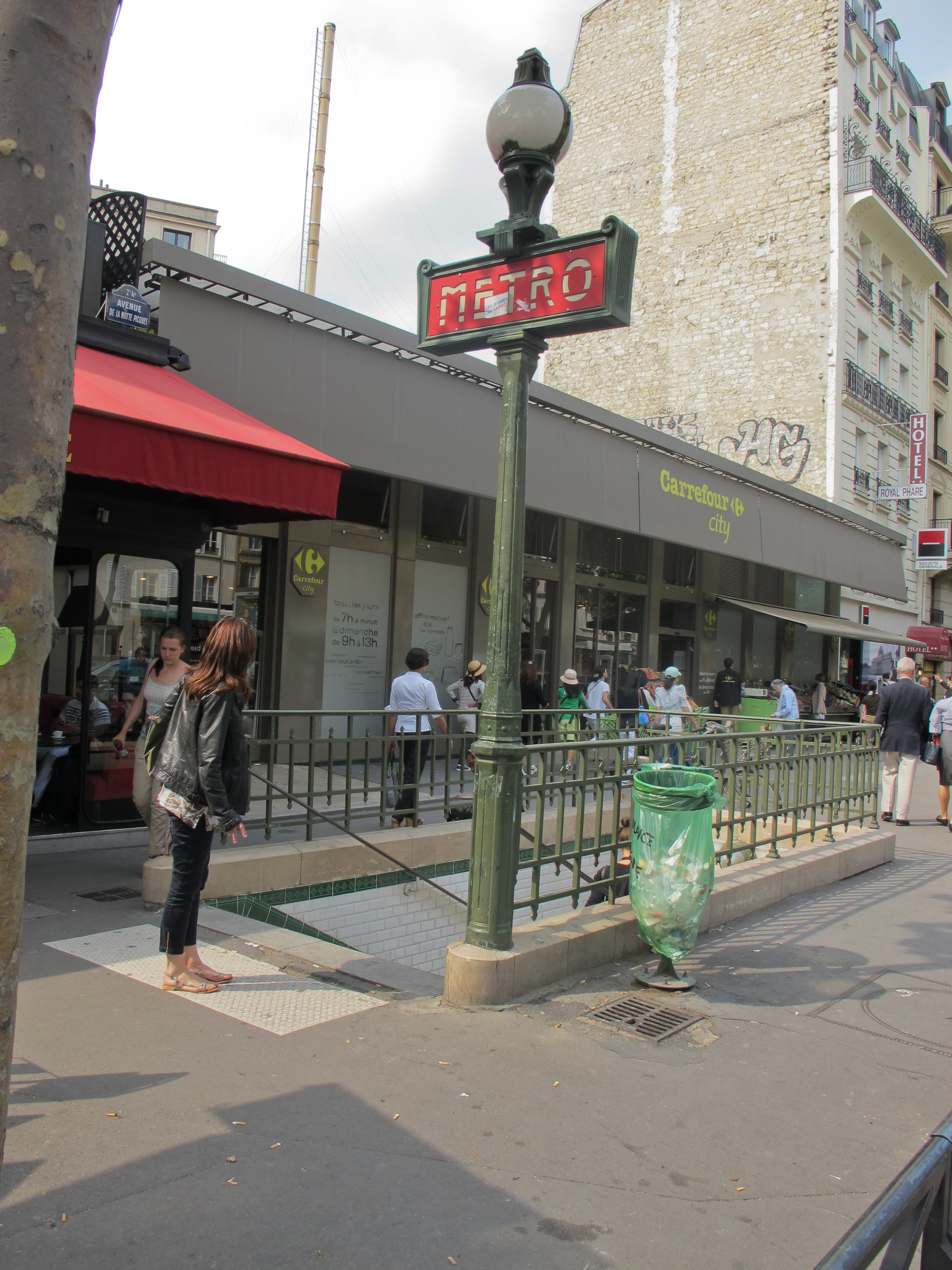
Zugang mit Art-déco-Kandelaber

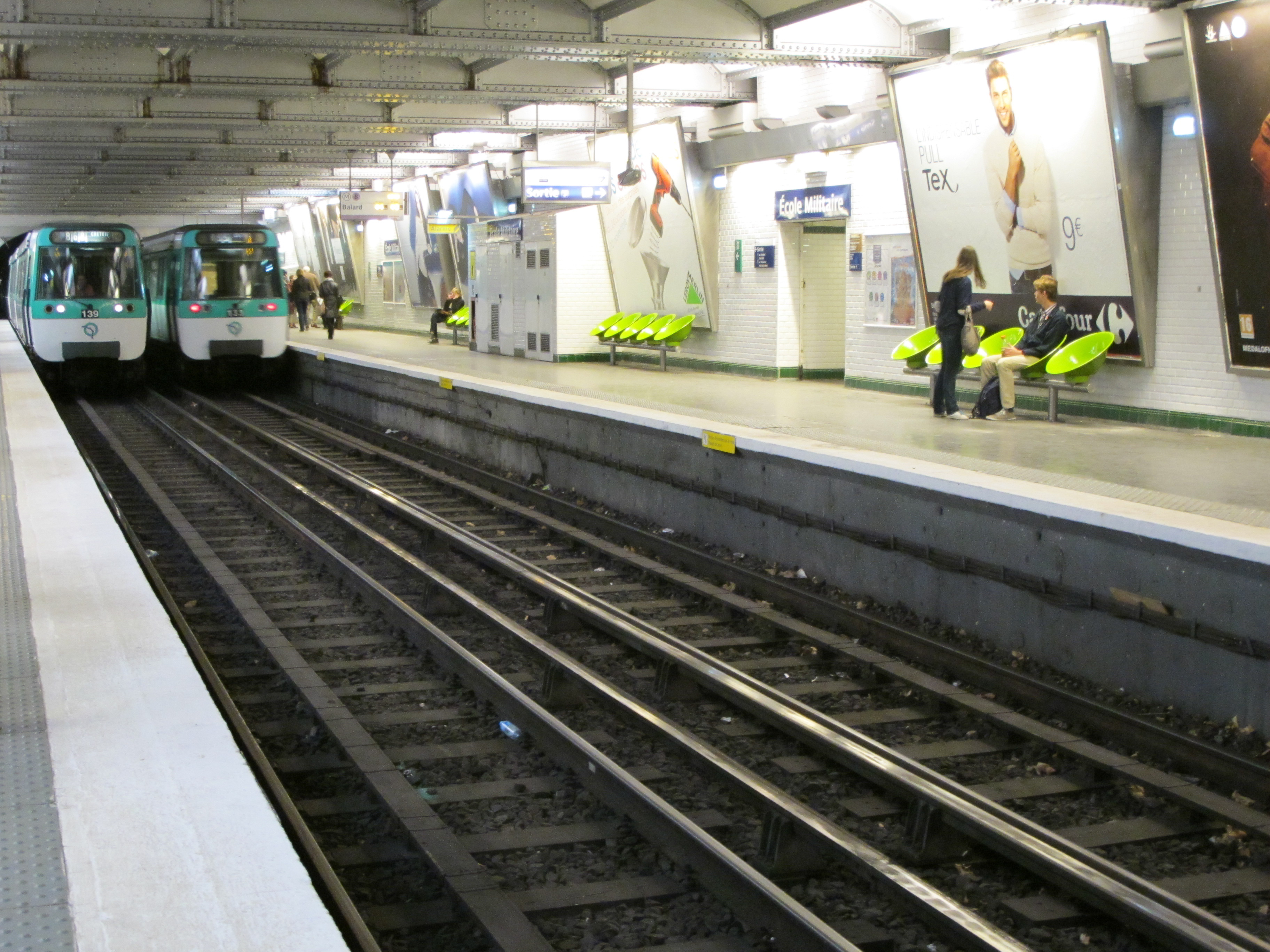
Begegnung zweier Züge der Baureihe MF 77

Der U-Bahnhof École Militaire [ekɔl militɛʁ] ist eine unterirdische Station der Linie 8 der Pariser Métro.

## Lage
Die Station befindet sich an der Grenze des Quartier du Gros-Caillou mit dem Quartier de l’École Militaire im 7. Arrondissement von Paris. Sie liegt längs unter der Avenue de La Motte-Picquet nordöstlich der Place de l’École-Militaire.

## Name
Den Namen gibt die Place de l’École-Militaire. Dieser Platz ist nach der nahen École Militaire, einer 1760 eröffneten Militärschule, benannt.

## Geschichte und Beschreibung
Die Station wurde in einer offenen Baugrube errichtet und am 13. Juli 1913 mit der Eröffnung des ersten Abschnitts der Linie 8 in Betrieb genommen. Diese verlief damals von Opéra nach Beaugrenelle (seit 1947: Charles Michels).
Abweichend von der in Paris häufiger anzutreffenden Bauweise mit elliptischem Querschnitt weist die Station eine waagrechte Metalldecke auf. Auf quer zur Fahrtrichtung liegenden eisernen Stützbalken ruhen Längsträger, die kleine, aus Ziegelsteinen gemauerte Gewölbe tragen. Sie ist 75 m lang, 13,50 m breit und weist 4 m breite Seitenbahnsteige an zwei Streckengleisen auf.
2008 wurde die Station renoviert, dabei wurden die Wandverkleidungen aus den 1960er Jahren wieder entfernt.
Die zwei Zugänge liegen beiderseits der Avenue de la Motte-Piquet nahe der Place de l’École-Militaire. Der nordwestliche ist durch einen von Adolphe Dervaux im Stil des Art déco entworfenen Kandelaber markiert.

## Fahrzeuge
Bis 1975 verkehrten auf der Linie 8 Züge der Bauart Sprague-Thomson. In jenem Jahr kamen MF-67-Züge auf die Linie, die ab 1980 durch die Baureihe MF 77 ersetzt wurden.

## Umgebung
- Champ de Mars
- École Militaire